# King (Florence and the Machine)
King è un singolo del gruppo musicale britannico Florence and the Machine, pubblicato il 23 febbraio 2022 come primo estratto dal quinto album in studio Dance Fever.

## Descrizione
Il brano, pubblicato il 23 febbraio, è accompagnato da un videoclip diretto dalla regista e fotografa statunitense Autumn de Wilde e girato a Kiev, in Ucraina, con le coreografie di Ryan Heffington. La canzone è una riflessione sull’essere donna, sulla famiglia, la femminilità e il sovvertimento delle aspettative, un manifesto personale che trascende i ruoli definiti dal genere in una chiamata alle armi. Nel comunicato stampa che accompagna l'uscita del brano, Florence dichiara: